# Список шебек Российского императорского флота

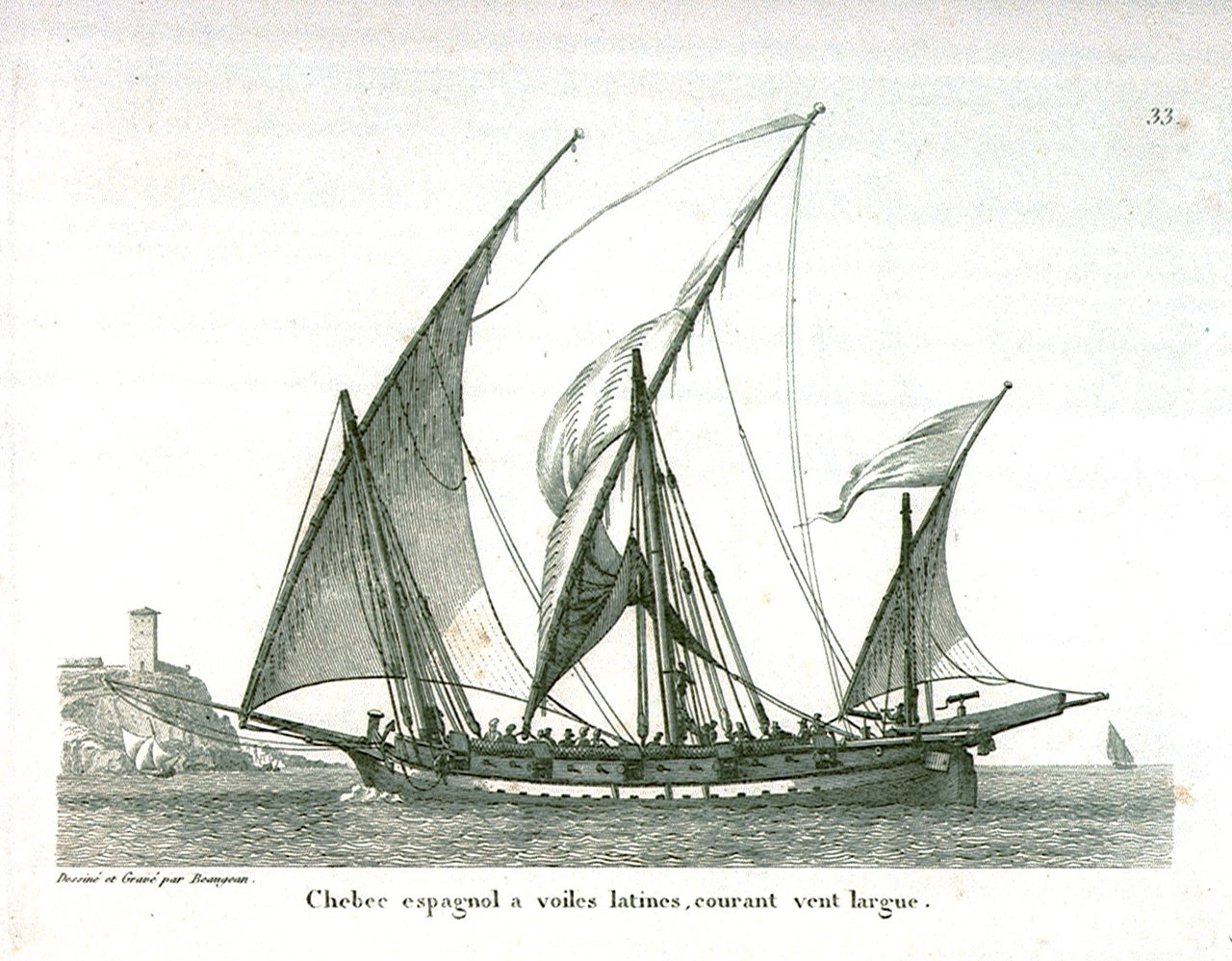
Испанская шебека

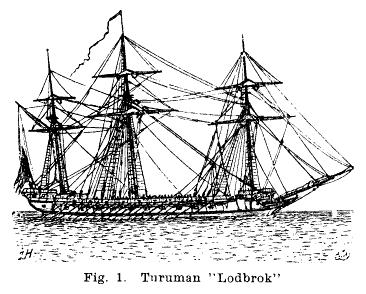
Шведская турума

В список включены все шебеки и полушебеки, состоявшие на вооружении Российского императорского флота, а также трофейные удемы и турумы, классифицировавшиеся в российском флоте как шебеки.
Классические шебеки представляли собой лёгкие быстроходные суда, имевшие косое парусное вооружение. Они были широко распространены в Средиземноморье, в российском флоте к этому классу относились шебеки, взятые в плен на Средиземном море во время войн с Францией и использовавшиеся как корсарские суда. Строившиеся на российских верфях шебеки представляли собой достаточно крупные парусно-гребные суда с 3 мачтами и бушпритом и были больше похожи на шведские турумы или гребные фрегаты, чем на средиземноморские шебеки. Однако, в отличие от гребных фрегатов парусное вооружение шебек состояло из прямых и гафельных парусов со стакселями. Русские шебеки могли иметь до 40 вёсел, рассчитанных на 3 гребца каждое. Орудия на них располагались в батарее. Большого распространения в российском флоте шебеки не получили, поскольку оказались неудобными для использования их в шхерах. За всё время было построено 8 шебек, четыре из которых погибли во втором Роченсальмском сражении, а четыре были переоборудованы в плавучие батареи, также использовался ряд трофейных судов.
Полушебеки представляли собой парусно-гребные суда, напоминавшие шебеки, однако отличавшиеся от них меньшими размерами, количеством орудий и парусным вооружением. Были оснащены 2 мачтами и бушпритом, несли косые паруса с гафелями. Иногда полушебеки называли артиллерийскими шхунами. Для нужд российского флота в 1790 году была построена только одна серия полушебек, они оказались неудобными в эксплуатации из-за неудачного расположения орудий и зимой того же года они были переоборудованы. Практически все полушебеки погибли во втором Роченсальмском сражении.

## Легенда
Список разбит на разделы по принадлежности судов к шебекам или полушебекам. Внутри разделов суда представлены в порядке очерёдности включения их в состав флота, в рамках одного года — по алфавиту. Везде, где суда объединены по проектам, в рамках которых они строились, первым указывается головное судно проекта. Ссылки на источники информации для каждой строки таблиц списка и комментариев, приведённых к соответствующим строкам, сгруппированы и располагаются в столбце Примечания.
- Размер — длина и ширина судна в метрах.
- Осадка — осадка судна (глубина погружения в воду) в метрах.
- Вёсла — количество вёсел.
- Верфь — верфь постройки судна.
- Корабельный мастер — фамилия мастера, построившего судно.
- История службы — основные места и события.
- н/д — нет данных.

Сортировка может проводиться по любому из выбранных столбцов таблиц, кроме столбцов История службы и Примечания.

## Шебеки
В разделе приведены шебеки, входившие в состав Российского императорского флота России.
| Наименование   | Ор. | Размер | Осадка | Вёсла | Эк. | Верфь | Мастер | Вх. | Вых. | История службы | Прим.                |
| -------------- | --- | --- | --- | --- | --- | --- | --- | --- | --- | --- | -------------------- |
| Летучая        | 46 | 36,6 × 8,5                                                                                                | 2,5 | 40 | 230 | Галерная верфь                                                                                            | Д. А. Масальский                                                                                          | 1788 | 1796 | В составе гребной флотилии принимала участие в русско-шведской войне 1788—1790 годов, в том числе в первом Роченсальмском сражении и сражении в Биорке-зунде. В 1792 году переоборудована в плавучую батарею «Побеждающая». 25 мая (5 июня) 1796 года сгорела в Главном гребном порту во время пожара. | [ 2 ] [ 3 ] [ 4 ]    |
| Скорая         | 46 | 36,6 × 9,2                                                                                                | 2,5 | 40 | 230 | Галерная верфь                                                                                            | Д. А. Масальский                                                                                          | 1789 | 1796 | В составе гребной флотилии принимали участие в русско-шведской войне 1788—1790 годов, в том числе в первом Роченсальмском сражении. В 1792 году переоборудованы в плавучие батареи «Крепкая» и «Храбрая». 25 мая (5 июня) 1796 года сгорели в Главном гребном порту во время пожара.                   | [ 3 ] [ 5 ] [ 6 ]    |
| Лёгкая         | 46 | 36,6 × 9,2                                                                                                | 2,5 | 40 | 230 | Галерная верфь                                                                                            | Д. А. Масальский                                                                                          | 1789 | 1796 | В составе гребной флотилии принимали участие в русско-шведской войне 1788—1790 годов, в том числе в первом Роченсальмском сражении. В 1792 году переоборудованы в плавучие батареи «Крепкая» и «Храбрая». 25 мая (5 июня) 1796 года сгорели в Главном гребном порту во время пожара.                   | [ 3 ] [ 5 ] [ 6 ]    |
| Быстрая        | 46 | 36,6 × 9,2                                                                                                | 2,5 | 40 | 230 | Галерная верфь                                                                                            | Д. А. Масальский                                                                                          | 1789 | 1796 | В составе гребной флотилии принимала участие в русско-шведской войне 1788—1790 годов, в том числе в первом Роченсальмском сражении и сражении в Биорке-зунде. В 1792 году переоборудована в плавучую батарею «Свирепая». 25 мая (5 июня) 1796 года сгорела в Главном гребном порту во время пожара.    | [ 3 ] [ 5 ] [ 6 ]    |
| Минерва        | 32 | 36,6 × 10,4                                                                                               | 3,5 | 40 | н/д | Галерная верфь                                                                                            | Д. А. Масальский                                                                                          | 1789 | 1790 | В составе гребной флотилии принимали участие в русско-шведской войне 1788—1790 годов, в том числе в первом Роченсальмском сражении и сражении в Биорке-зунде. Погибли во втором Роченсальмском сражении.                                                                                               | [ 3 ] [ 7 ] [ 8 ]    |
| Беллона        | 32 | 36,6 × 10,4                                                                                               | 3,5 | 40 | н/д | Галерная верфь                                                                                            | Д. А. Масальский                                                                                          | 1789 | 1790 | В составе гребной флотилии принимали участие в русско-шведской войне 1788—1790 годов, в том числе в первом Роченсальмском сражении и сражении в Биорке-зунде. Погибли во втором Роченсальмском сражении.                                                                                               | [ 3 ] [ 7 ] [ 8 ]    |
| Диана          | 32 | 36,6 × 10,4                                                                                               | 3,5 | 40 | н/д | Галерная верфь                                                                                            | Д. А. Масальский                                                                                          | 1789 | 1790 | В составе гребной флотилии принимали участие в русско-шведской войне 1788—1790 годов, в том числе в первом Роченсальмском сражении и сражении в Биорке-зунде. Погибли во втором Роченсальмском сражении.                                                                                               | [ 3 ] [ 7 ] [ 8 ]    |
| Прозерпина     | 32 | 36,6 × 10,4                                                                                               | 3,5 | 40 | н/д | Галерная верфь                                                                                            | Д. А. Масальский                                                                                          | 1789 | 1790 | В составе гребной флотилии принимали участие в русско-шведской войне 1788—1790 годов, в том числе в первом Роченсальмском сражении и сражении в Биорке-зунде. Погибли во втором Роченсальмском сражении.                                                                                               | [ 3 ] [ 7 ] [ 8 ]    |
| Биорн-Корнзунд | Сведений о конструкции судна, его экипаже, месте, времени постройки и корабельных мастерах не сохранилось | Сведений о конструкции судна, его экипаже, месте, времени постройки и корабельных мастерах не сохранилось | Сведений о конструкции судна, его экипаже, месте, времени постройки и корабельных мастерах не сохранилось | Сведений о конструкции судна, его экипаже, месте, времени постройки и корабельных мастерах не сохранилось | Сведений о конструкции судна, его экипаже, месте, времени постройки и корабельных мастерах не сохранилось | Сведений о конструкции судна, его экипаже, месте, времени постройки и корабельных мастерах не сохранилось | Сведений о конструкции судна, его экипаже, месте, времени постройки и корабельных мастерах не сохранилось | Сведений о конструкции судна, его экипаже, месте, времени постройки и корабельных мастерах не сохранилось | Сведений о конструкции судна, его экипаже, месте, времени постройки и корабельных мастерах не сохранилось | В кампанию 1790 года находилась в финляндских шхерах, в 1791 году совершала плавания между Кронштадтом и Роченсальмом. | [ 9 ]                |
| Биорн-Эрнсида  | 48 | 36,6 × 9,2                                                                                                | 2,7 | 38 | 240 | Захвачены у шведов в первом Роченсальмском сражении                                                       | Захвачены у шведов в первом Роченсальмском сражении                                                       | 1789 | 1808 | Принимала участие в русско-шведской войне 1788—1790 годов. В 1808 году затоплена в Кронштадте для заграждения фарватера. | [ 7 ] [ 10 ] [ 11 ]  |
| Оден           | Сведений о конструкции судна и экипаже не сохранилось                                                     | Сведений о конструкции судна и экипаже не сохранилось                                                     | Сведений о конструкции судна и экипаже не сохранилось                                                     | Сведений о конструкции судна и экипаже не сохранилось                                                     | Сведений о конструкции судна и экипаже не сохранилось                                                     | Захвачены у шведов в первом Роченсальмском сражении                                                       | Захвачены у шведов в первом Роченсальмском сражении                                                       | 1789 | 1870 | Принимала участие в русско-шведской войне 1788—1790 годов. Погибла во втором Роченсальмском сражении | [ 12 ] [ 13 ]        |
| Рогвальд       | 48 | 36,6 × 9,2                                                                                                | 2,7 | 38 | 240 | Захвачены у шведов в первом Роченсальмском сражении                                                       | Захвачены у шведов в первом Роченсальмском сражении                                                       | 1789 | н/д | Принимала участие в русско-шведской войне 1788—1790 годов. | [ 12 ] [ 13 ] [ 14 ] |
| Селлан-Вере    | Сведений о конструкции судна и экипаже не сохранилось                                                     | Сведений о конструкции судна и экипаже не сохранилось                                                     | Сведений о конструкции судна и экипаже не сохранилось                                                     | Сведений о конструкции судна и экипаже не сохранилось                                                     | Сведений о конструкции судна и экипаже не сохранилось                                                     | Захвачены у шведов в первом Роченсальмском сражении                                                       | Захвачены у шведов в первом Роченсальмском сражении                                                       | 1789 | 1790 | Принимала участие в русско-шведской войне 1788—1790 годов. Захвачена шведами во Фридрихсгамском сражении. | [ 7 ] [ 12 ] [ 13 ]  |
| Макарий        | 18 | Сведений о размерах судов не сохранилось                                                                  | Сведений о размерах судов не сохранилось                                                                  | Сведений о размерах судов не сохранилось                                                                  | 100 | Захвачена кораблём «Богоявление Господне»                                                                 | Захвачена кораблём «Богоявление Господне»                                                                 | 1799 | 1800 | Принимала участие в блокаде и штурме Корфу. 9 (21) октября 1800 года разбилась у румелийского берега. | [ 15 ] [ 14 ] [ 16 ] |
| Азард          | 14 | Сведений о размерах судов не сохранилось                                                                  | Сведений о размерах судов не сохранилось                                                                  | Сведений о размерах судов не сохранилось                                                                  | 60 | Захвачена у Кастельново отрядом капитана 1-го ранга Г. Г. Белли.                                          | Захвачена у Кастельново отрядом капитана 1-го ранга Г. Г. Белли.                                          | 1806 | 1809 | Принимала участие в войне с Францией 1804—1807 годов, в том числе в бомбардировке крепости Курцало, батарей на острове Сан-Марко, высадках десантов и захватах судов противника. Продана после 27 сентября (9 октября) 1809 года.                                                                      | [ 15 ] [ 17 ] [ 18 ] |
| Забияка        | 14 | Сведений о размерах и экипаже судна не сохранилось                                                        | Сведений о размерах и экипаже судна не сохранилось                                                        | Сведений о размерах и экипаже судна не сохранилось                                                        | Сведений о размерах и экипаже судна не сохранилось                                                        | Захвачена у Сполатро фрегатом «Автроил»                                                                   | Захвачена у Сполатро фрегатом «Автроил»                                                                   | 1806 | 1809 | Принимала участие в войне с Францией 1804—1807 годов, в том числе в бомбардировке батарей противника и высадках десантов. Продана после 27 сентября (9 октября) 1809 года. | [ 17 ] [ 18 ] [ 19 ] |

## Полушебеки
В разделе приведены полушебеки, входившие в состав Российского императорского флота России. За все время в составе флота несли службу 11 полушебек, десять из которых были построены по одному проекту, тип «Барс», и одно судно было захвачено у французов. Сведений о корабельных мастерах, строивших полушебеки для российского флота, не сохранилось.
| Наименование | Ор. | Размер | Осадка | Вёсла | Эк. | Верфь | Вх.  | Вых. | История службы | Прим.                |
| ------------ | --- | --- | --- | --- | --- | --- | ---- | ---- | --- | -------------------- |
| Барс         | 16  | 23,2 × 5,8 | 2,4 | 32 | 120 | Лодейнопольская верфь | 1789 | 1790 | Принимали участие в русско-шведской войне 1788—1790 годов, в том числе в первом Роченсальмском сражении и сражении в Биорке-зунде. Погибли во втором Роченсальмском сражении.   | [ 20 ] [ 21 ] [ 22 ] |
| Волк         | 16  | 23,2 × 5,8 | 2,4 | 32 | 120 | Лодейнопольская верфь | 1789 | 1790 | Принимали участие в русско-шведской войне 1788—1790 годов, в том числе в первом Роченсальмском сражении и сражении в Биорке-зунде. Погибли во втором Роченсальмском сражении.   | [ 20 ] [ 21 ] [ 23 ] |
| Дракон       | 16  | 23,2 × 5,8 | 2,4 | 32 | 120 | Городская верфь | 1789 | н/д  | Принимала участие в русско-шведской войне 1788—1790 годов, в том числе в первом Роченсальмском сражении и сражении в Биорке-зунде.                                              | [ 20 ] [ 21 ] [ 23 ] |
| Кит          | 16  | 23,2 × 5,8 | 2,4 | 32 | 120 | Городская верфь | 1789 | 1790 | Принимали участие в русско-шведской войне 1788—1790 годов, в том числе в первом Роченсальмском сражении и сражении в Биорке-зунде. Погибли во втором Роченсальмском сражении.   | [ 20 ] [ 21 ] [ 23 ] |
| Лев          | 16  | 23,2 × 5,8 | 2,4 | 32 | 120 | Городская верфь | 1789 | 1790 | Принимали участие в русско-шведской войне 1788—1790 годов, в том числе в первом Роченсальмском сражении и сражении в Биорке-зунде. Погибли во втором Роченсальмском сражении.   | [ 20 ] [ 21 ] [ 23 ] |
| Медведь      | 16  | 23,2 × 5,8 | 2,4 | 32 | 120 | Лодейнопольская верфь | 1789 | 1790 | Принимали участие в русско-шведской войне 1788—1790 годов, в том числе в первом Роченсальмском сражении и сражении в Биорке-зунде. Погибли во втором Роченсальмском сражении.   | [ 20 ] [ 21 ] [ 23 ] |
| Орёл         | 16  | 23,2 × 5,8 | 2,4 | 32 | 120 | Городская верфь | 1789 | 1790 | Принимали участие в русско-шведской войне 1788—1790 годов, в том числе в первом Роченсальмском сражении и сражении в Биорке-зунде. Погибли во втором Роченсальмском сражении.   | [ 20 ] [ 21 ] [ 24 ] |
| Рысь         | 16  | 23,2 × 5,8 | 2,4 | 32 | 120 | Лодейнопольская верфь | 1789 | 1790 | Принимали участие в русско-шведской войне 1788—1790 годов, в том числе в первом Роченсальмском сражении и сражении в Биорке-зунде. Погибли во втором Роченсальмском сражении.   | [ 20 ] [ 21 ] [ 25 ] |
| Слон         | 16  | 23,2 × 5,8 | 2,4 | 32 | 120 | Лодейнопольская верфь | 1789 | 1790 | Принимала участие в русско-шведской войне 1788—1790 годов, в том числе в первом Роченсальмском сражении. Погибла в сражении в Биорке-зунде от попадания шведского брандскугеля. | [ 20 ] [ 21 ] [ 25 ] |
| Тигр         | 16  | 23,2 × 5,8 | 2,4 | 32 | 120 | Лодейнопольская верфь | 1789 | 1790 | Принимала участие в русско-шведской войне 1788—1790 годов, в том числе в первом Роченсальмском сражении и сражении в Биорке-зунде. Погибла во втором Роченсальмском сражении.   | [ 20 ] [ 21 ] [ 25 ] |
| Ужасная      | 2   | Сведений о размерах, осадке, месте и времени постройки судна, а также о построившем его корабельном мастере не сохранилось | Сведений о размерах, осадке, месте и времени постройки судна, а также о построившем его корабельном мастере не сохранилось | Сведений о размерах, осадке, месте и времени постройки судна, а также о построившем его корабельном мастере не сохранилось | Сведений о размерах, осадке, месте и времени постройки судна, а также о построившем его корабельном мастере не сохранилось | Сведений о размерах, осадке, месте и времени постройки судна, а также о построившем его корабельном мастере не сохранилось | 1806 | 1809 | Находилась в Корфу и участия в боевых операциях флота не принимала. Продана после 27 сентября (9 октября) 1809 года.                                                            | [ 18 ] [ 26 ] [ 27 ] |

### Комментарии
1. ↑  Четыре 18-фунтовых, двадцать 12-фунтовых пушек и двадцать два 3-фунтовых фальконета.
2. 1 2 3  Шебеки «Скорая», «Лёгкая» и «Быстрая» строились по одному проекту, тип «Скорая».
3. 1 2 3 4  Шебеки «Минерва», «Беллона», «Диана» и «Прозерпина» строились по одному проекту, тип «Минерва».
4. ↑  По проекту вооружение судов должно было состоять из двадцати четырёх 24-фунтовых и восьми 6-фунтовых пушек. Фактически же вооружение составляли двадцать 24-фунтовых и десять 6-фунтовых пушек, а с 1790 года — две 24-фунтовых, восемнадцать 12-фунтовых и восемь 6-фунтовых.
5. ↑  Бывшая шведская турума. От шведского медведь-броненосец.
6. ↑  Бывшая шведская удема.
7. 1 2  Бывшая шведская турума.
8. ↑  Бывшая французская шебека. Наименование дано вице-адмиралом Ф. Ф. Ушаковым в честь Макара Ивановича Ратманова, первого командира шебеки.
9. ↑  Или «Газар», от французского смелый, отважный. Бывшая французская шебека.
10. ↑  Бывшая французская шебека «Генрих».
11. ↑  Два 8-фунтовых и двенадцать 4-фунтовых орудий.
12. ↑  Первоначальное вооружение состояло из восьми 8-фунтовых и восьми 6-фунтовых пушек. Однако с 1790 года они были заменены на три 18-фунтовые и шесть 6-фунтовых пушек, установленных в шахматном порядке по три с каждого борта.
13. ↑  Бывшая французская полушебека «Тременда».
14. ↑  8-фунтовые орудия.